# Antonio Jiménez Lora
Antonio Jiménez Lora (Bujalance, 1882-Sevilla, 1937) fue un escritor español.

## Biografía
Nació el 16 de septiembre de 1882 en la localidad cordobesa de Bujalance. Literato, novelista y autor dramático, fue director de la revista Andalucía Ilustrada, de Córdoba. Jiménez Lora, que vivió a lo largo de su vida en Córdoba, Madrid y Sevilla, falleció hacia finales del mes de enero de 1937 en Sevilla.
Se dio a conocer con su libro de cuentos y prosas titulado Del ambiente provinciano. Fue autor también de la novela El jardín del Alcázar, prologada por Francisco Villaespesa. Para el teatro escribió las comedias El cariño de los otros y Los esclavos (en colaboración con Luis Martínez Tovar), Las que esperan, La marquesita loca, El pueblo blanco, La misma vida y La pasión que vence, además del drama Entre olivares.